# Tadashi Imai
Tadashi Imai (Shibuya, 8 gennaio 1912 – Tokyo, 22 novembre 1991) è stato un regista giapponese.
Ha vinto l'Orso d'argento per il miglior regista nel 1958 per Storia di un amore puro e l'Orso d'oro nel 1963 per Bushidô zankoku monogatari.

## Filmografia parziale
- Aoi sanmyaku (1949)
- Fino a quando non c'incontreremo ancora (1950)
- Nonostante tutto viviamo (1951)
- Acque torbide (1953)
- La torre dei gigli (1953)
- Ombre in pieno giorno (1956)
- Storia di un amore puro (1957)
- Gente della risaia (Kome, 1957)
- Tamburo nella notte (1958)
- Kiku e Isamu (1959)
- Bushidô zankoku monogatari (1963)
- Ani Imōto (1976)
- La fata delle nevi (1981)

## Riconoscimenti
- Festival di Cannes
  - 1954 – Candidatura al Grand Prix per Acque torbide
  - 1957 – Candidatura alla Palma d'oro per Gente della risaia

- Festival internazionale del cinema di Berlino
  - 1958 – Orso d'argento per il miglior regista per Storia di un amore puro

Candidatura all'Orso d'oro per Storia di un amore puro
- 1963 – Orso d'oro per Bushidô zankoku monogatari

- Montreal World Film Festival
  - 1991 – Premio della giuria ecumenica per Sensou to seishun

- Blue Ribbon Awards
  - 1951 – Miglior film per Mata au hi made

Miglior regista per Mata au hi made
- 1954 – Miglior film per Acque torbide

Miglior regista per La torre dei gigli
- 1957 – Miglior film per Ombre in pieno giorno

Miglior regista per Ombre in pieno giorno
- 1958 – Miglior film per Gente della risaia

Miglior regista per Gente della risaia
Miglior regista per Storia di un amore puro
- 1960 – Miglior film per Kiku e Isamu

- Mainichi Film Concours
  - 1947 – Miglior regista per Minshū no Teki
  - 1951 – Miglior film per Mata au hi made
  - 1954 – Miglior film per Acque torbide

Miglior regista per Acque torbide
- 1957 – Miglior film per Ombre in pieno giorno

Miglior regista per Ombre in pieno giorno
- 1958 – Miglior film per Gente della risaia

Miglior regista per Gente della risaia
Miglior regista per Storia di un amore puro
- 1960 – Miglior film per Kiku e Isamu

- Kinema Junpo Awards
  - 1951 – Miglior film per Mata au hi made
  - 1954 – Miglior film per Acque torbide
  - 1957 – Miglior film per Ombre in pieno giorno

Miglior regista per Ombre in pieno giorno
- 1958 – Miglior film per Gente della risaia

Miglior regista per Gente della risaia
- 1960 – Miglior film per Kiku e Isamu

Miglior regista per Kiku e Isamu

### Premi alla carriera
- 1991 – Nikkan Sports Film Awards

Premio speciale alla carriera
- 1992 – Mainichi Film Concours

Premio speciale alla carriera
- 1992 – Awards of the Japanese Academy

Premio alla carriera